# Station Heugnes
Station Heugnes is een spoorwegstation in de Franse gemeente Heugnes. Het station is gesloten.